# ジャンヌ・ド・ブルボン＝ヴァンドーム
ジャンヌ・ド・ブルボン＝ヴァンドーム（Jeanne de Bourbon-Vendôme, 1465年 - 1511年1月22日）は、ヴァンドーム伯ジャン8世とイザベル・ド・ボーヴォーの娘。ヴァロワ朝フランスのブルボン家傍系の人物であるが、ブルボン朝を興したアンリ4世は弟ヴァンドーム伯フランソワの曾孫であり、またジャンヌ自身はヴァロワ朝最後の王たちの母后カトリーヌ・ド・メディシスの母方の祖母である。

## 生涯
1487年、当時のブルボン家嫡流の当主であったブルボン公ジャン2世と最初の結婚をした。ジャン2世はすでに60歳を過ぎており、ジャンヌとは3度目の結婚であった。ジャンヌとの間にもうけた1男ともども、ジャン2世は翌1488年に死去した。3度の結婚にもかかわらずジャン2世は嗣子を得なかったため、ブルボン公はその弟シャルル2世とピエール2世が相次いで継承した。
1495年、ジャンヌはオーヴェルニュ伯ジャン3世と2度目の結婚をした。2人の間には2女が生まれた。
- アンヌ（1496年 - 1524年） - オーヴェルニュ女伯。第2代オールバニ公爵ジョン・ステュアート（英語版）と結婚。
- マドレーヌ（1500年頃 - 1519年） - ウルビーノ公ロレンツォ2世・デ・メディチと結婚。カトリーヌ・ド・メディシスの母。

1501年にオーヴェルニュ伯と死別した後、ジャンヌはラ・ガルド男爵フランソワ・ド・ラ・ポーズと3度目の結婚をした。2人の間に成長した子供はいない。